# Mi-14直昇機
Mi-14是Mi-8的海軍機型，Mi-14的北約代號為「薄霧」（Haze），Mi-14祇作為陸基直升機而不作為艦載機。

## 簡介

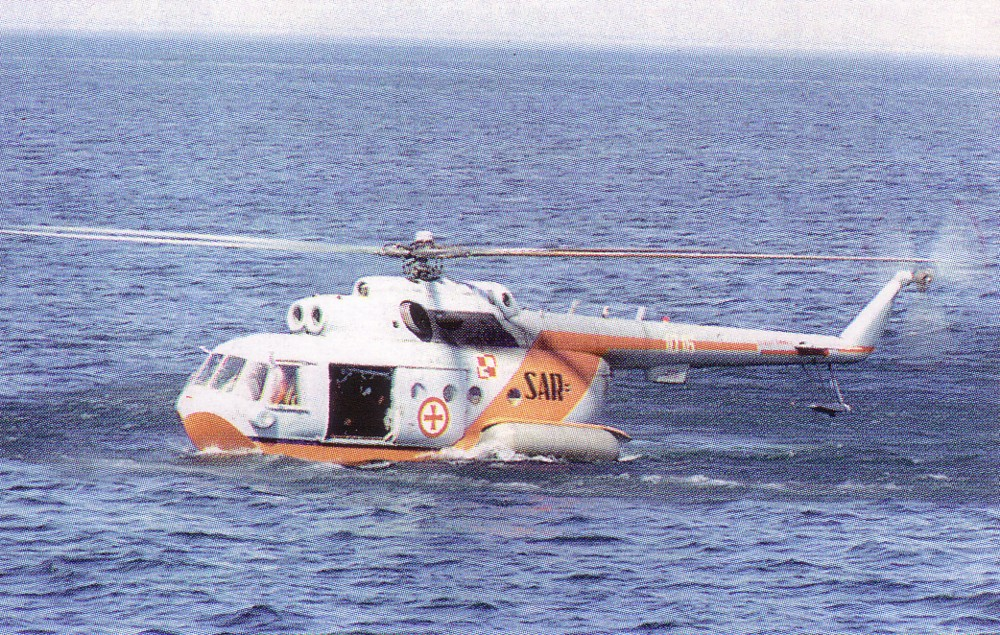
Mi-14可以浮在水面上

Mi-14是作為海上拯救和反潛用直升機，其最大的特色是機身下方被設計成如同船形和有相關的防水結構，其後部兩側有浮筒，其尾樑下方也有一個小浮筒，故而令Mi-14可以浮在水面上，其起落架是可收放式而令它在水面上時，起落架完全收入機身內，Mi-14的尾螺旋槳和Mi-17以及Mi-171一樣由Mi-8的右側改為左側，其動力系統是照搬自Mi-24雌鹿直升機，其機底前方有一個大型搜索雷達。
當執行海上拯救時（Mi-14PS）可向海面投放20個水泡，也就是能拯救20人。
當它要反潛時（Mi-14PL），其座艙後方有拖曳式磁異探測器，機身前部有兩個聲納浮標或單個照明彈降落傘艙，機底右後方有一個可收放式聲納，尾樑前部下方有一個多普勒雷達，Mi-14的反潛武器為一至兩枝反潛魚雷、8個內藏炸藥的深水炸彈甚至一杖核深水炸彈。

## 數據

Mi-14三視圖

- 乘員:4人
- 長度:18.38米
- 旋翼直徑:21.3米
- 高度:6.93米
- 空重:11,750公斤
- 最大起飛重量:14,000公斤
- 最大速度:230公里/小時
- 最大升限:3,500米
- 最大航程:1,135公里
- 發動機:兩部TV3-117MT渦輪發動機
- 功率:1,950匹馬力
- 武裝:反潛魚雷和聲納浮標

## 主要型號

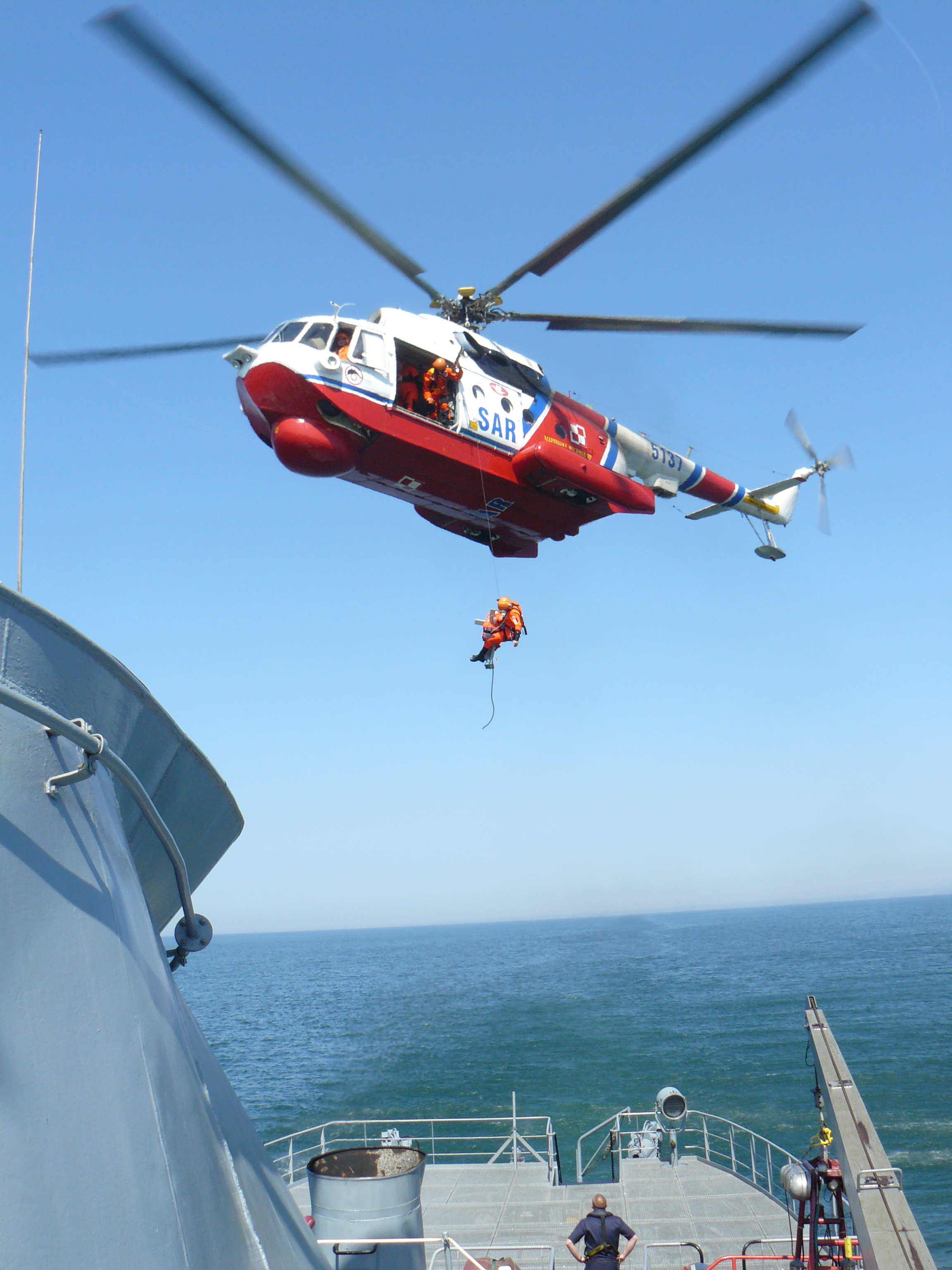
波蘭海軍的Mi-14PS

- Mi-14BT：基本型
- Mi-14PL：反潛型
- Mi-14PS：搜索救難型
- Mi-14P：運輸機型
- Mi-14PZh：消防滅火型

## 使用國家

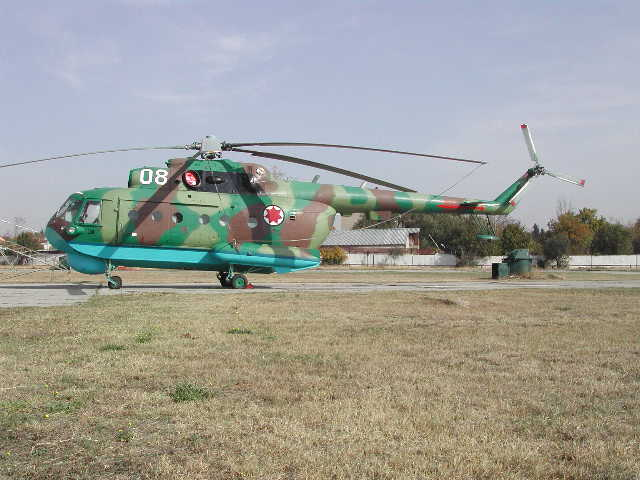
喬治亞的Mi-14

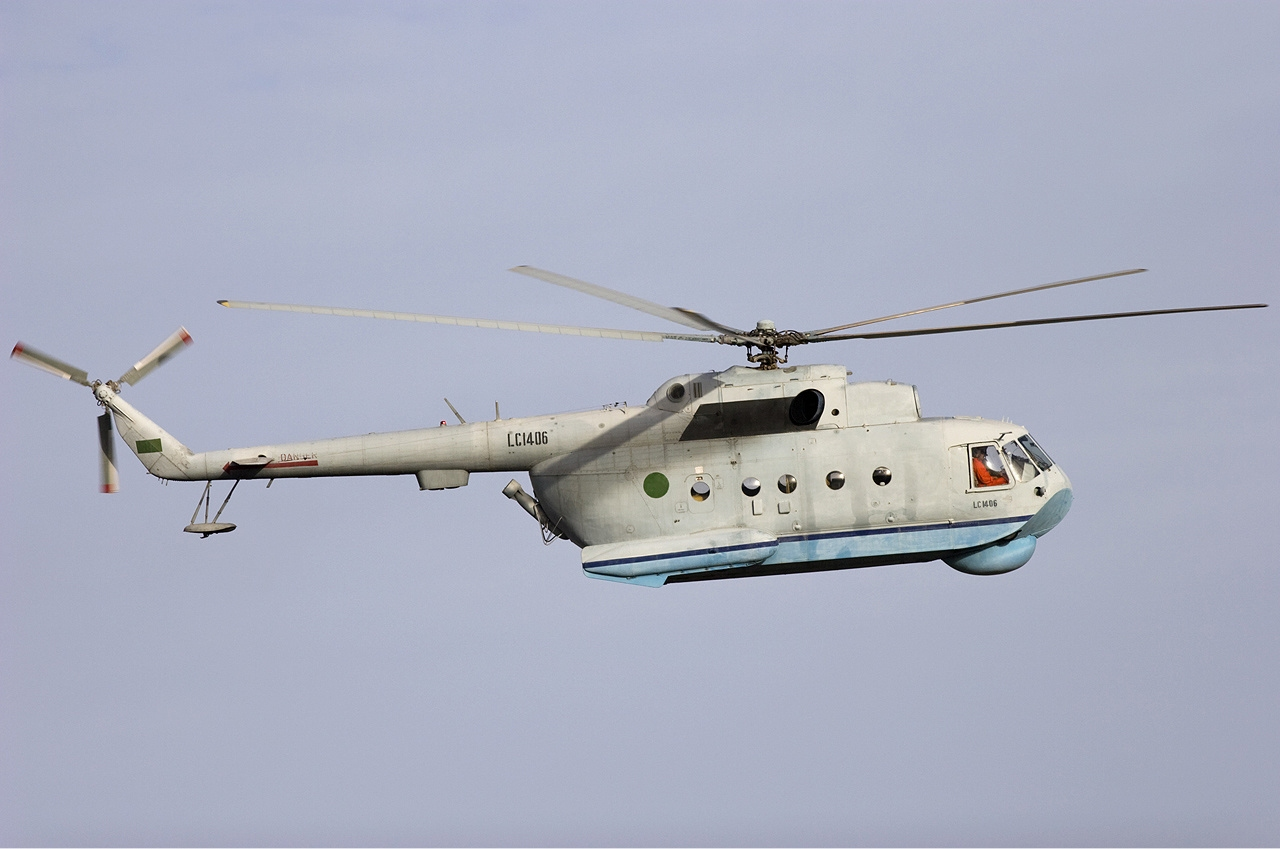
利比亞空軍的Mi-14

- 苏联
- 俄羅斯
- 乌克兰
- 利比亞
- 东德
- 羅馬尼亞
- 波蘭
- 保加利亚
- 叙利亚
- 古巴
- 南斯拉夫

## 外部連結
- 米-8 / 米-17 “河马”直升机